# Letectvo Čínské lidové osvobozenecké armády

Emblém LČLOA

Letectvo Čínské lidové osvobozenecké armády (čínsky v českém přepisu čung-kuo žen-min ťie-fang-ťün kchung-ťün, pchin-jinem zhōngguó rénmín jiěfàngjūn kōngjūn, znaky zjednodušené 中国人民解放军空军), zkratkou LČLOA, je letecká složka Čínské lidově osvobozenecké armády. Oficiálně bylo zřízeno 11. listopadu 1949, a v současnosti je organizováno do pěti složek: letectva, pozemní protivzdušné obrany (PVO), elektronických protiopatření (ECM), radarových jednotek a výsadkového sboru. V roce 2022 v jeho řadách sloužilo přibližně 395 000 osob a k dispozici mělo přes 2500 letadel.

## Velení
| Velitelé 1. generálplukovník Liou Ja-lou (刘亚楼 ) (říjen 1949 – květen 1965) 2. generálporučík Wu Fa-sien (吴法宪) (květen 1965 – září 1971) 3. generálmajor Ma Ning (马宁) (květen 1971 – únor 1977) 4. generálmajor Čang Tching-fa (张廷发) (duben 1977 – červenec 1985) 5. generálplukovník Wang Chaj (王海) (červenec 1985 – listopad 1992) 6. generálplukovník Cchao Šuang-ming (曹双明) (listopad 1992 – říjen 1994) 7. generálplukovník Jü Čen-wu (于振武) (říjen 1994 – listopad 1996) 8. generálplukovník Liou Šun-jao (刘顺尧 ) (listopad 1996 – květen 2002) 9. generálplukovník Čchiao Čching-čchen (乔清晨) (květen 2002 – září 2009) 10. generálplukovník. Sü Čchi-liang (许其亮) (září 2007 – říjen 2012) 11. generálplukovník Ma Siao-tchien (许其亮) (říjen 2012 – srpen 2017) 12. generálplukovník Ting Laj-chang (丁来杭 ) (srpen 2017 – srpen 2021) 13. generálplukovník Čchang Ting-čchiou (常丁求 ) (srpen 2021 – ve funkci) | Političtí komisaři 1. generálplukovník Siao Chua (萧华) (říjen 1949 – duben 1950) 2. generálporučík Wu Fa-sien (吴法宪) (únor 1957 – květen 1965) 3. Jü Li-ťin (余立金) (květen 1965 – březen 1968) 4. Wang Chuej-čchiou (王辉球) (září 1968 – květen 1973) 5. Fu Čchuan-cuo (傅传作) (květem 1973 – říjen 1975) 6. Čang Ting-fa (张廷发) (říjen 1975 – duben 1977) 7. Kao Chou-liang (高厚良) (duben 1977 – červenec 1985) 8. generálporučík Ču Kuang (朱光) (červenec 1985 – listopad 1992) 9. generálplukovník Ting Wen-čchang (丁文昌) (listopad 1992 – leden 1999) 10. generálplukovník Čchiao Čching-čchen (乔清晨) (leden 1999 – květen 2002) 11. generálplukovník Teng Čchang-jou (邓昌友) (květen 2005 – říjen 2012) 12. generálplukovník Tchien Siou-s’ (田修思) (říjen 2012 – červenec 2015) 13. generálplukovník Jü Čung-fu (于忠福) (červenec 2015 – leden 2022) 14. generálplukovník Kuo Pchu-siao (郭普校) (leden 2022 – ve funkci) |

## Výzbroj

### Letadlový park

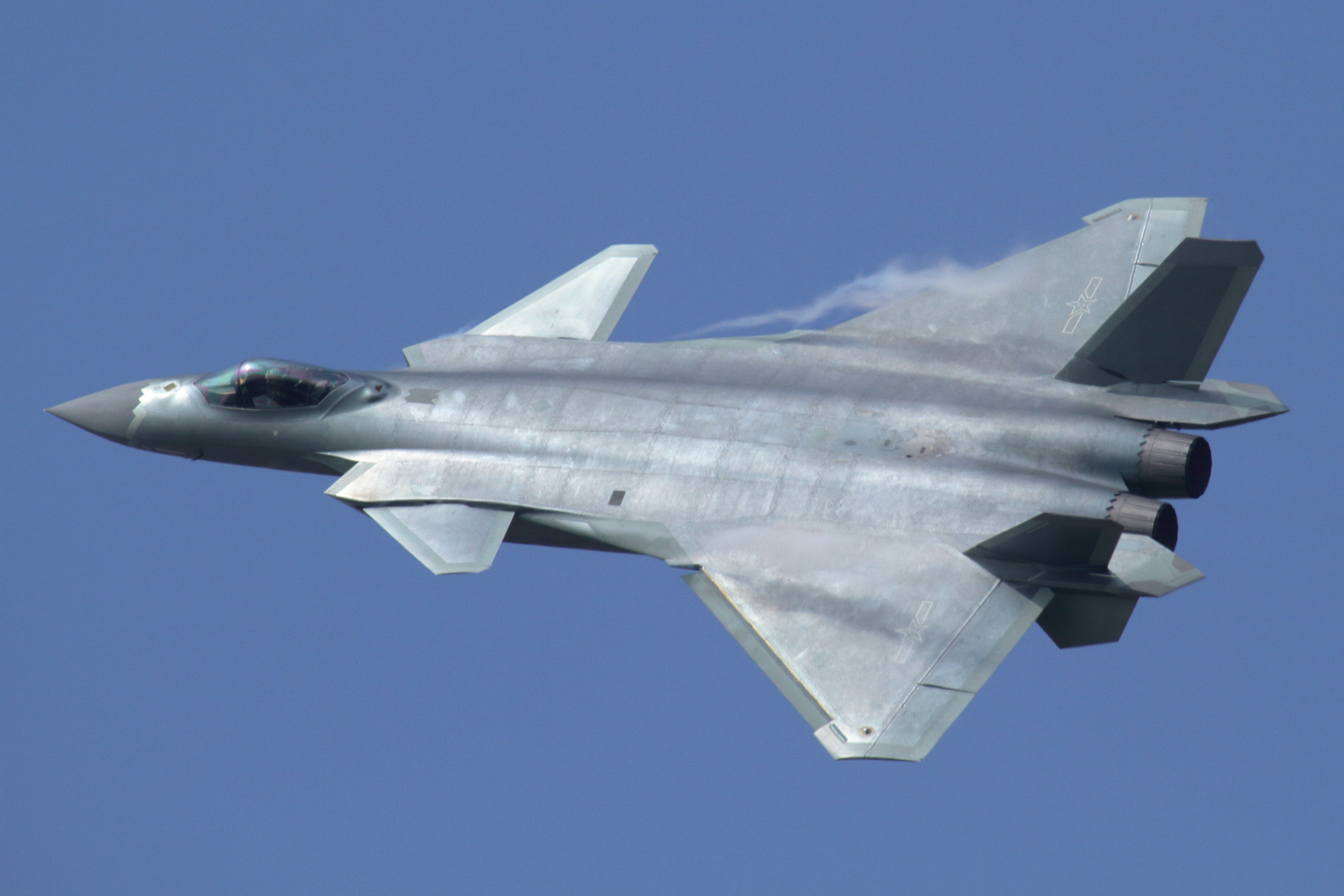
Čcheng-tu J-20

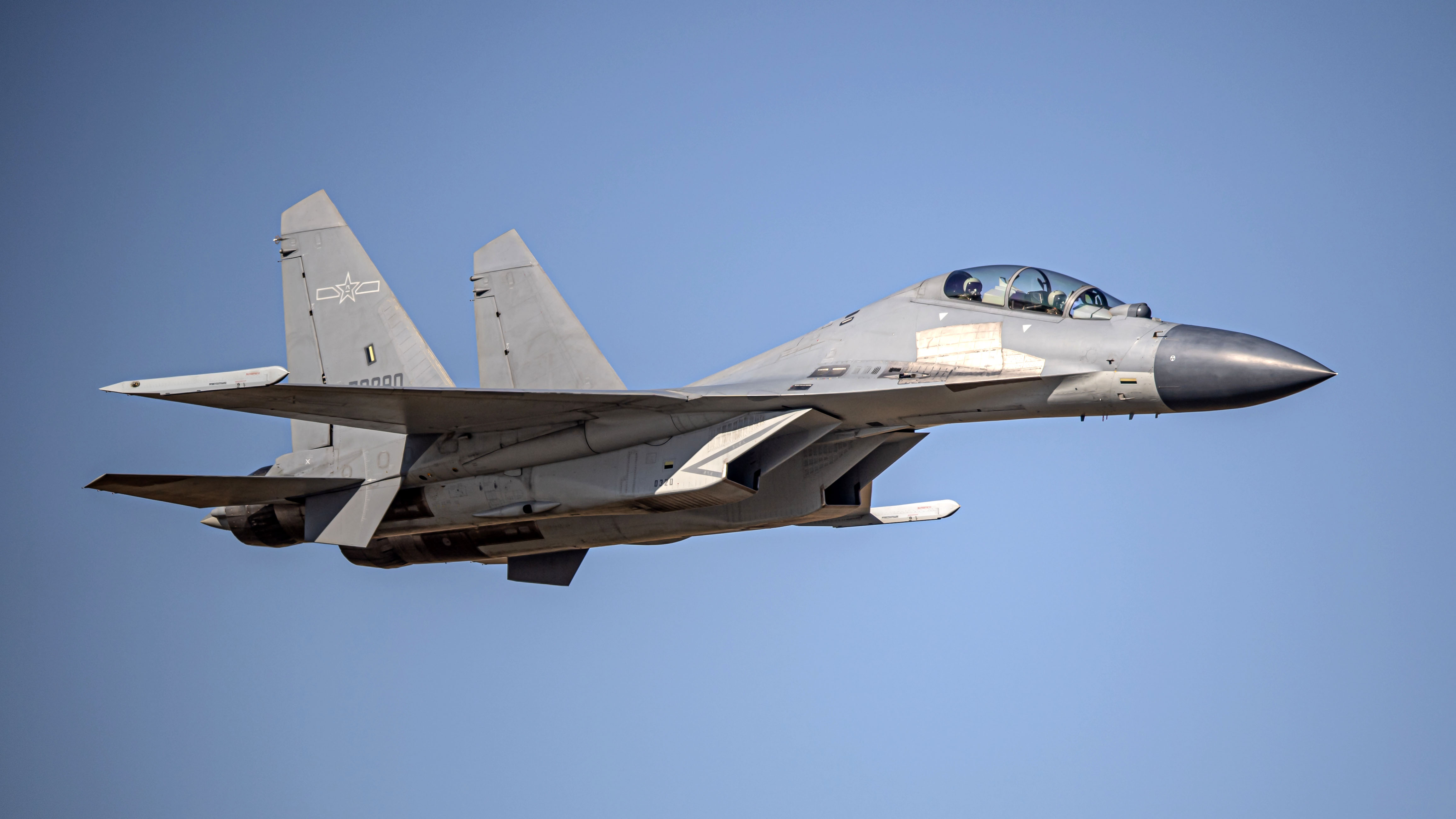
Šen-jang J-16

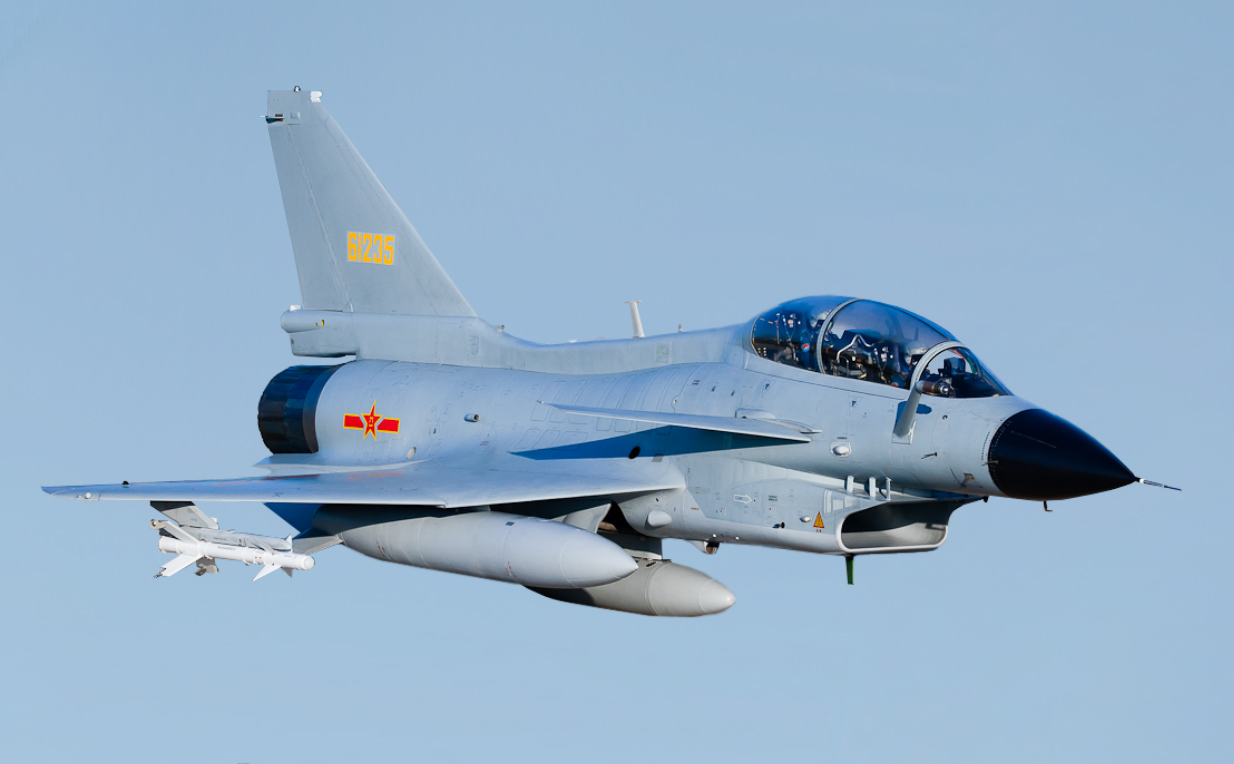
Čcheng-tu J-10

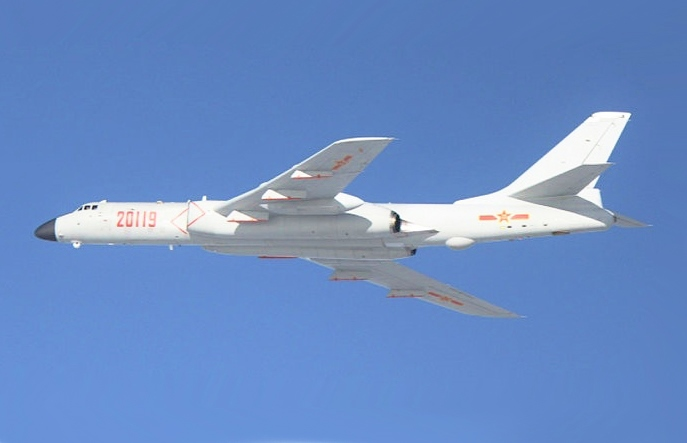
Si-an H-6

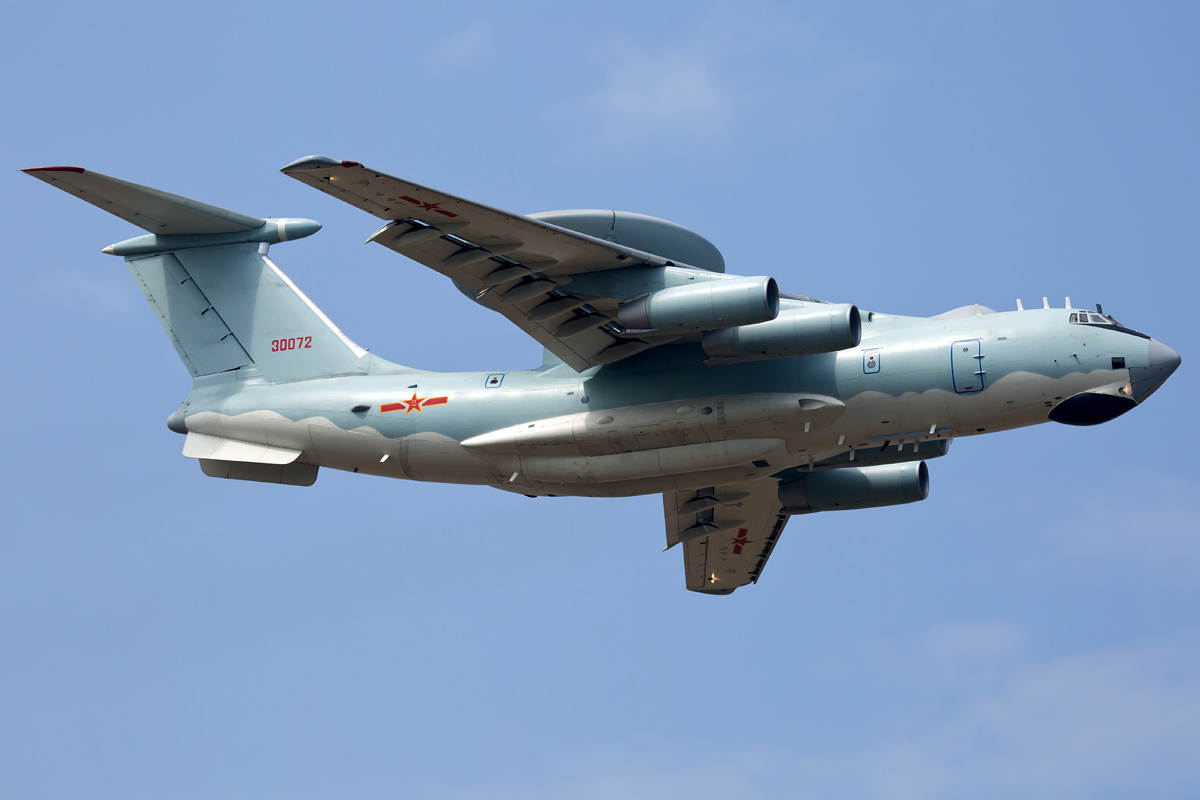
KJ-2000

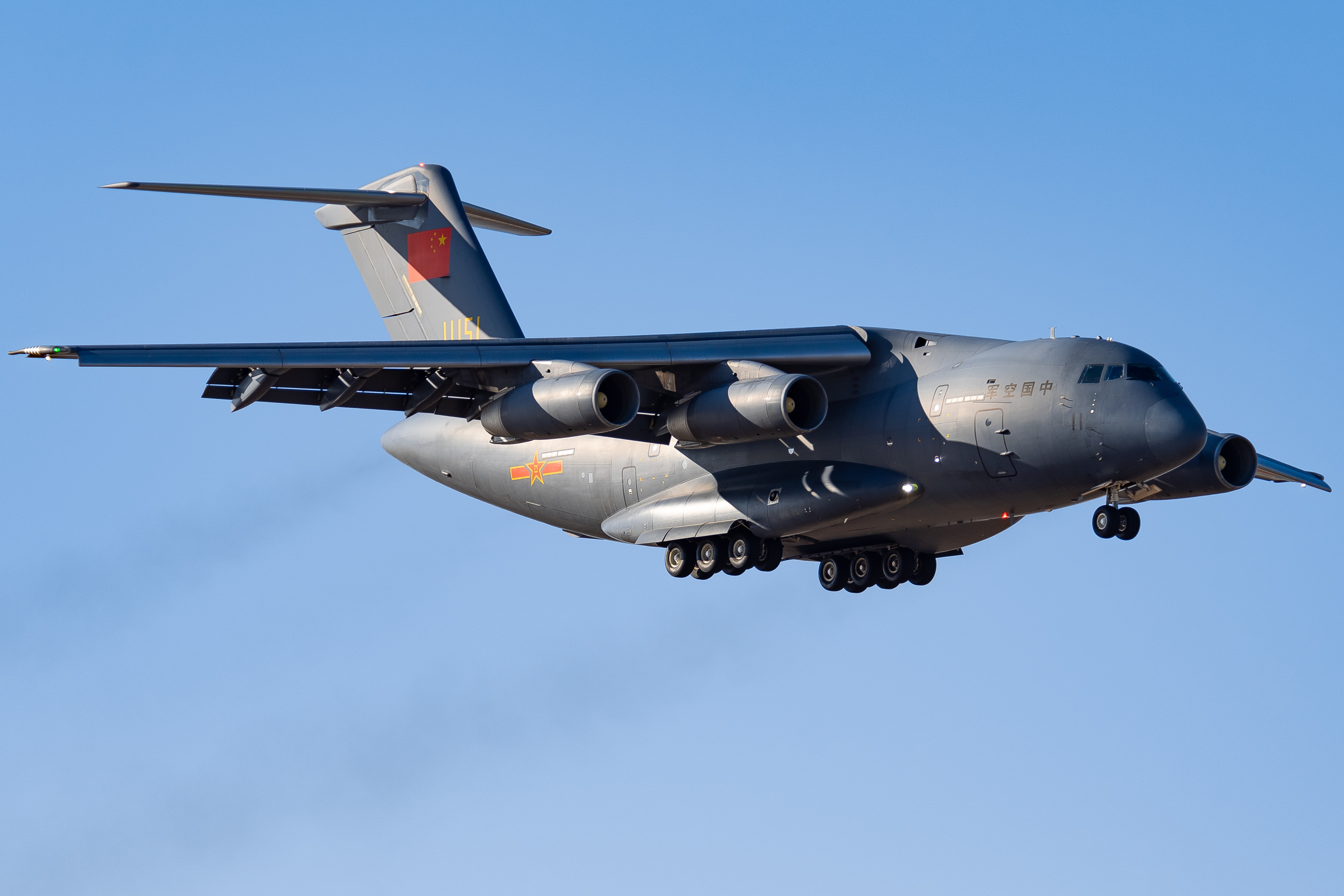
Si-an Y-20

| Letadlo                                                     | Země původu     | Určení                               | Verze                   | Ve službě       | Poznámky                               |
| Stíhací letouny                                             | Stíhací letouny | Stíhací letouny                      | Stíhací letouny         | Stíhací letouny | Stíhací letouny                        |
| ----------------------------------------------------------- | --------------- | ------------------------------------ | ----------------------- | --------------- | -------------------------------------- |
| Čcheng-tu J-7                                               | Čína            | stíhač                               | J-7J-7EJ-7G             | 100120          | varianta MiGu-21                       |
| Čcheng-tu J-10                                              | Čína            | víceúčelový stíhač                   | J-10A J-10B J-10C J-10S | 220 55 180+ 70  |                                        |
| Čcheng-tu J-20                                              | Čína            | víceúčelový stíhač                   | J-20A                   | ~50             | technologie stealth                    |
| Šen-jang J-8                                                | Čína            | záchytný stíhač                      | J-8F/H                  | 50              |                                        |
| Šen-jang J-11                                               | Čína            | víceúčelový stíhač                   | J-11J-11B/BS            | 95130           | varianta Su-27                         |
| Šen-jang J-16                                               | Čína            | víceúčelový (úderný) stíhač          |                         | 170+            |                                        |
| Suchoj Su-27                                                | SSSR Rusko      | stíhač k vybojovaní vzdušné nadvlády | Su-27UBK                | 32              |                                        |
| Suchoj Su-30                                                | Rusko           | víceúčelový stíhač                   | Su-30MKK                | 73              |                                        |
| Suchoj Su-35                                                | Rusko           | víceúčelový stíhač                   | Su-35S                  | 24              |                                        |
| Bitevní letouny                                             |                 |                                      |                         |                 |                                        |
| Si-an JH-7                                                  | Čína            | stíhací bombardér                    | JH-7A                   | 140             |                                        |
| Bombardéry                                                  |                 |                                      |                         |                 |                                        |
| Si-an H-6                                                   | Čína            | strategický bombardér                |                         | 176+            | varianta Tupolevu Tu-16                |
| Letouny určené pro elektronický boj (EW&ELINT)              |                 |                                      |                         |                 |                                        |
| Šen-jang J-16                                               | Čína            | elektronický boj                     | J-16D                   | 2+              |                                        |
| Šen-si Y-8                                                  | Čína            | elektronický boj                     | Y-8CBY-8DZY-8GY-8XZ     | 4262            |                                        |
| Tupolev Tu-154                                              | SSSR            | elektronické zpravodajství (ELINT)   | Tu-154M/D               | 4               |                                        |
| Letouny určené pro zpravodajství, sledování a průzkum (ISR) |                 |                                      |                         |                 |                                        |
| Šen-jang J(Z)-8                                             | Čína            | průzkumný letoun                     | JZ-8JZ-8F               |                 |                                        |
| Létající systémy včasné výstrahy a řízení (AEW&C)           |                 |                                      |                         |                 |                                        |
| Šen-si KJ-200                                               | Čína            | AWACS                                |                         | 4               |                                        |
| Šen-si KJ-500                                               | Čína            | AWACS                                |                         | 11              |                                        |
| KJ-2000                                                     | Čína            | AWACS                                |                         | 4               |                                        |
| Tankery                                                     |                 |                                      |                         |                 |                                        |
| Si-an H-6                                                   | Čína            | tankování paliva za letu             | H6-U                    | 10              |                                        |
| Iljušin Il-78                                               | SSSR            | tankování paliva za letu             |                         | 3               |                                        |
| Si-an Y-20                                                  | Čína            | strat. transport., tankování za letu | Y-20U                   | 3               |                                        |
| Transportní letouny                                         |                 |                                      |                         |                 |                                        |
| Iljušin Il-76                                               | Rusko           | strategické transportní letadlo      | IL-76MD/TD              | 20              |                                        |
| Si-an Y-20                                                  | Čína            | strategické transportní letadlo      |                         | 31+             |                                        |
| Šen-si Y-8                                                  | Čína            | taktické transportní letadlo         | Y-8C                    | 30              |                                        |
| Šen-si Y-9                                                  | Čína            | taktické transportní letadlo         |                         | 25+             |                                        |
| Š’-ťia-čuang Y-5                                            | Čína            | lehké transportní letadlo            |                         | 70              |                                        |
| Si-an Y-7                                                   | Čína            | lehké transportní letadlo            | Y-7Y-7H                 | 41              |                                        |
| Dopravní letouny                                            |                 |                                      |                         |                 |                                        |
| Airbus A319                                                 | Francie         | dopravní letadlo                     |                         | 3               |                                        |
| Boeing 737                                                  | USA             | dopravní letadlo (VIP)               |                         | 9               |                                        |
| Bombardier CRJ200                                           | Kanada          | dopravní letadlo                     |                         | 5               |                                        |
| Bombardier CRJ700                                           | Kanada          | dopravní letadlo                     |                         | 5               |                                        |
| Tupolev Tu-154                                              | SSSR            | dopravní letadlo                     | Tu-154M                 | 8               |                                        |
| Cvičná letadla                                              |                 |                                      |                         |                 |                                        |
| Nan-čchang CJ-6                                             | Čína            | cvičné letadlo                       | CJ-6CJ-6ACJ-6B          | 400             |                                        |
| Si-an Y-7                                                   | Čína            | cvičné letadlo                       | HYJ-7                   | 12+             |                                        |
| Čcheng-tu J-7                                               | Čína            | cvičné stíhací letadlo               | JJ-7JJ-7A               | 50150           |                                        |
| Čcheng-tu JL-8                                              | Čína            | cvičné letadlo                       |                         | 350             |                                        |
| Kuej-čou JL-9                                               | Čína            | cvičné letadlo                       |                         | 30              |                                        |
| Chung-tu JL-10                                              | Čína            | cvičné letadlo                       |                         | 40              |                                        |
| Vrtulníky                                                   |                 |                                      |                         |                 |                                        |
| Charbin Z-9                                                 | Čína            | užitkový vrtulník                    |                         | 20              | varianta vtulníku Eurocopter AS 365    |
| Mil Mi-17                                                   | SSSR Rusko      | užitkový vrtulník                    | Mi-17V-5                | 2               | varianta vrtulníku Aérospatiale SA 321 |
| Čchang-che Z-8                                              | Čína            | dopravní vrtulník                    |                         | 18+             |                                        |
| AS332 Super Puma                                            | Francie         | dopravní vrtulník (VIP)              |                         | 6+              |                                        |
| EC225 Super Puma                                            | Francie Německo | dopravní vrtulník (VIP)              |                         | 3               |                                        |
| Mil Mi-17                                                   | SSSR Rusko      | dopravní vrtulník                    | Mi-17-1                 | 4               |                                        |
| Bezpilotní letadla                                          |                 |                                      |                         |                 |                                        |
| GJ-1GJ-2Chung-tu GJ-11                                      | Čína            | bojový ISR (CISR) dron               |                         | 12+             |                                        |
| WZ-7                                                        | Čína            | ISR dron                             |                         | 12+             |                                        |
| WZ-8                                                        | Čína            | nadzvukový ISR dron                  |                         | 2+              |                                        |

### Protivzdušná obrana

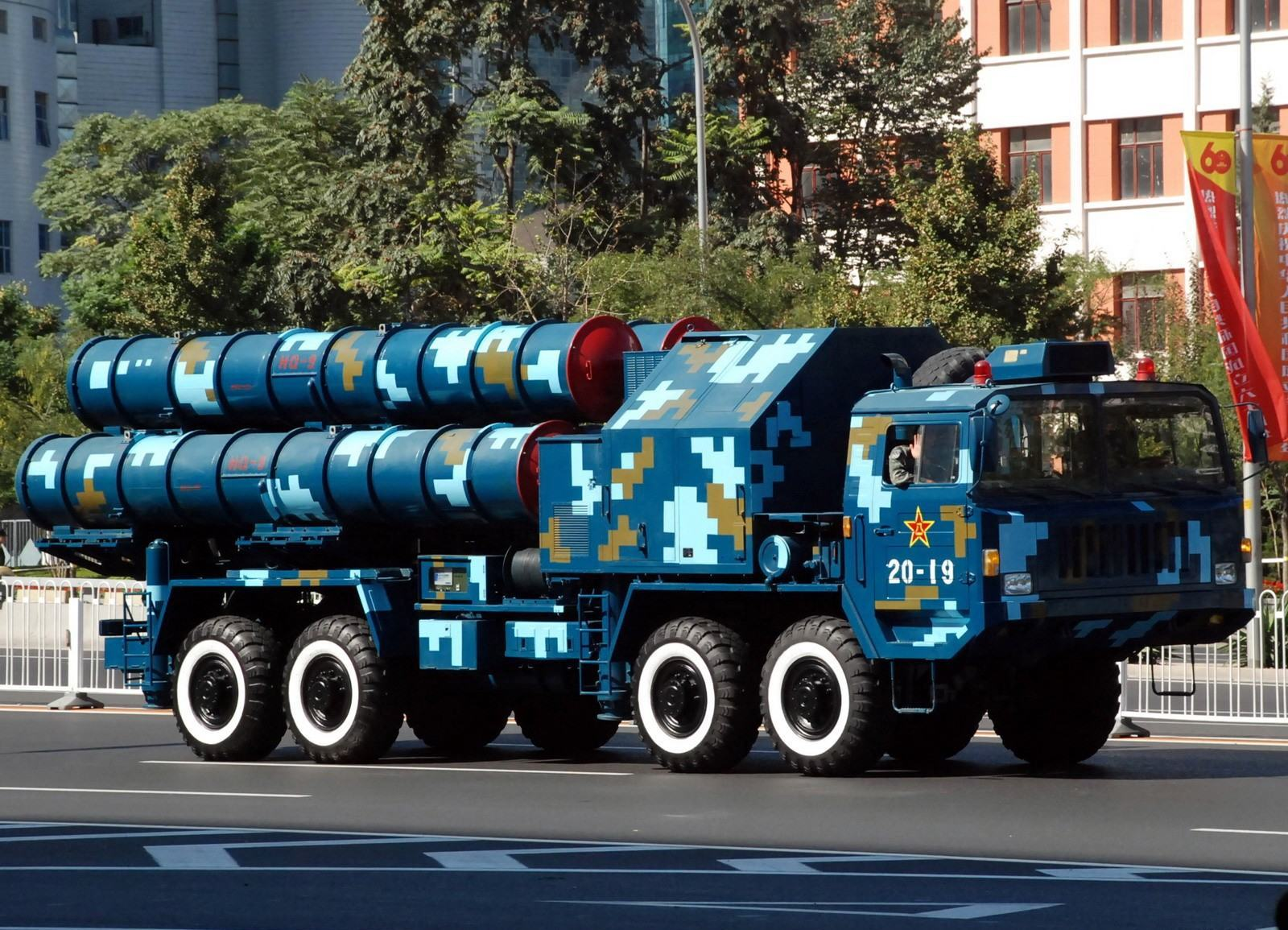
HQ-9

| Název systému                                                           | Země původu                                                             | Typ                                                                     | Verze                                                                   | Ve službě                                                               |
| Protiletadlové raketové komplety (PLRK) – tzv. střely země-vzduch (SAM) | Protiletadlové raketové komplety (PLRK) – tzv. střely země-vzduch (SAM) | Protiletadlové raketové komplety (PLRK) – tzv. střely země-vzduch (SAM) | Protiletadlové raketové komplety (PLRK) – tzv. střely země-vzduch (SAM) | Protiletadlové raketové komplety (PLRK) – tzv. střely země-vzduch (SAM) |
| ----------------------------------------------------------------------- | ----------------------------------------------------------------------- | ----------------------------------------------------------------------- | ----------------------------------------------------------------------- | ----------------------------------------------------------------------- |
| HQ-9                                                                    | Čína                                                                    | PLRK dlouhého dosahu                                                    | HQ-9HQ-9B                                                               | 180                                                                     |
| HQ-22                                                                   | Čína                                                                    | PLRK dlouhého dosahu                                                    |                                                                         | 100+                                                                    |
| S-300                                                                   | SSSR Rusko                                                              | PLRK dlouhého dosahu                                                    | S-300PMUS-300PMU1S-300PMU-2                                             | 3264120                                                                 |
| S-400                                                                   | Rusko                                                                   | PLRK dlouhého dosahu                                                    |                                                                         | 32                                                                      |
| HQ-12                                                                   | Čína                                                                    | PLRK středního dosahu                                                   |                                                                         | 150                                                                     |
| HQ-6                                                                    | Čína                                                                    | PLRK krátkého dosahu                                                    | HQ-6AHQ-6D                                                              | 50+24                                                                   |
| Protiletadlové kanóny                                                   |                                                                         |                                                                         |                                                                         |                                                                         |
| PG-90                                                                   | Čína                                                                    | 35mm tažený protiletadlový kanón                                        |                                                                         | ?                                                                       |